# Уотерспун, Джереми
Дже́реми Ли Уо́терспун (англ. Jeremy Lee Wotherspoon, род. 26 октября 1976 года) — канадский конькобежец. Серебряный призёр Олимпийских игр 1998 года на дистанции 500 м, 4-кратный чемпион мира по спринтерскому многоборью (1999—2001, 2003) и 4-кратный чемпион мира по отдельным дистанциям (1 раз на дистанции 1000 м в 2001, и 3 раза на дистанции 500 м в 2003, 2004 и 2008). Член Зала спортивной славы Канады (2012). Участник четырёх Олимпийских игр (1998—2010). Муж конькобежки Ким Вегер.

## Биография
Первоначально бегал как на большом овале, так и на малом. В 17 лет переехал в Калгари и стал тренироваться со сборной Канады.
Завоевал серебряную медаль на Олимпиаде 1998 года в Нагано на дистанции 500 м, проиграв японцу Симидзу. В своей долгой карьере эта медаль стала его единственной олимпийской.
На Олимпиаде 2002 в Солт-Лейк Сити считался главным фаворитом на дистанции 500 м, но падение на первой попытке не позволило завоевать медаль, хотя во второй попытке он показал лучший результат.
На Олимпиаде 2006 года в Турине выступил неудачно, став 9-м на 500 м и 11-м на 1000 м. Своим выступлением остался очень разочарован и уехал жить на норвежский остров около полярного круга, чтобы провести время в одиночестве. Полтора года не выступал на соревнованиях
Вернувшись в спорт, 9 ноября 2007 года в возрасте 31 года начал снова побеждать, установив новый мировой рекорд на дистанции 500 м — 34,03 сек.
В декабре 2009 года объявил, что закончит спортивную карьеру после Олимпиады в Ванкувере, где стал 9-м на 500 м. По окончании спортивной карьеры стал работать тренером.
4 июня 2013 объявил о возвращении в спорт и намерении принять участие на Олимпиаде в Сочи. Тренироваться будет под руководством своего многолетнего соперника по дорожке — Яна Боса.

## Рекорды мира
Уотерспун многократно устанавливал рекорды мира на 500 и 1000 метров. Является мировым рекордсменом по сумме двух 500-метровых дистанций, а также единолично с 1997 года до 2012-го являлся рекордсменом мира в спринтерском многоборье, в котором 5 раз превосходил своё достижение.
По состоянию на 13 марта 2011 года является спортсменом, установившим шесть самых быстрейших кругов в истории конькобежного спорта, лучший результат — 24.32 с.
| Дисциплина              | Результат | Дата               | Место          |
| ----------------------- | --------- | ------------------ | -------------- |
| 1000 м                  | 1:10.16   | 29 декабря 1997    | Калгари        |
| 1000 м                  | 1:09.09   | 15 января 1999     | Калгари        |
| 500 м                   | 34.76     | 20 февраля 1999    | Калгари        |
| 1000 м                  | 1:08.66   | 20 февраля 1999    | Калгари        |
| 1000 м                  | 1:08.49   | 12 января 2000     | Калгари        |
| 500 м                   | 34.63     | 29 января 2000     | Калгари        |
| 1000 м                  | 1:08.35   | 18 марта 2000      | Калгари        |
| 1000 м                  | 1:08.28   | 11 марта 2001      | Солт-Лейк-Сити |
| 1000 м                  | 1:07.72   | 1 декабря 2001     | Солт-Лейк-Сити |
| 500 м                   | 34.03     | 9 ноября 2007      | Солт-Лейк-Сити |
| 500 м x 2               | 68.69     | 15 марта 2008      | Солт-Лейк-Сити |
| Спринтерское многоборье | 141,995   | 22-23 ноября 1997  | Калгари        |
| Спринтерское многоборье | 140,050   | 15-16 января 1999  | Калгари        |
| Спринтерское многоборье | 138,310   | 20-21 февраля 1999 | Калгари        |
| Спринтерское многоборье | 137,285   | 1-2 декабря 2002   | Солт-Лейк-Сити |
| Спринтерское многоборье | 137,270   | 11-12 января 2003  | Солт-Лейк-Сити |
| Спринтерское многоборье | 137,230   | 18-19 января 2003  | Калгари        |